# Epidendrum polychromum
Epidendrum polychromum är en orkidéart som beskrevs av Eric Hágsater. Epidendrum polychromum ingår i släktet Epidendrum och familjen orkidéer. Inga underarter finns listade i Catalogue of Life.